# Custódio
Custódio Miguel Dias de Castro, plus connu sous le nom de Custódio, est un footballeur portugais, reconverti entraîneur, né le 24 mai 1983 à Guimarães (Portugal).

## Biographie
Custódio commence sa carrière professionnelle au Sporting Portugal.
En 2006, il est désigné capitaine du Sporting, à seulement 23 ans. Preuve de la maturité précoce de ce milieu récupérateur.
En 2007, Custódio s'expatrie en Russie et signe en faveur du Dynamo Moscou.
En 2008, il retourne dans son pays natal et rejoint les rangs du Vitoria Guimarães.
En 2010, à la fin du mercato d'été, il se voit transféré au Sporting Braga. Le club est qualifié pour les phases de groupes de la Ligue des champions 2010-2011.

## Carrière
| Période   | Club                 | Pays     | Matchs | Buts |
| 2001-2002 | Sporting CP          | Portugal | 1      | 0    |
| 2002-2003 | Sporting CP B        | Portugal | 33     | 3    |
| 2003-2004 | Sporting CP          | Portugal | 27     | 0    |
| 2004-2005 | Sporting CP          | Portugal | 25     | 0    |
| 2005-2006 | Sporting CP          | Portugal | 27     | 0    |
| 2006-2007 | Sporting CP          | Portugal | 15     | 0    |
| 2007      | Dynamo Moscou        | Russie   | 9      | 0    |
| 2008      | Dynamo Moscou        | Russie   | 0      | 0    |
| 2008-2009 | Vitoria Guimarães    | Portugal | 10     | 0    |
| 2009-2010 | Sporting Braga       | Portugal | 28     | 0    |
| 2010-2011 | Sporting Braga       | Portugal | 1      | 0    |
| 2011-2012 | Sporting Braga       | Portugal | 22     | 3    |
| 2012-2013 | Sporting Braga       | Portugal | 43     | 3    |
| 2013-2014 | Sporting Braga       | Portugal | 29     | 3    |
| 2014-2015 | Sporting Braga       | Portugal | 11     | 0    |
| 2014-2015 | Akhisar Belediyespor | Turquie  | 9      | 0    |

## Palmarès
- Champion du Portugal en 2002 avec le Sporting CP
- Vainqueur de la Coupe du Portugal en 2007 avec le  Sporting CP
- Finaliste de la Coupe de l'UEFA en 2005 avec le Sporting CP
- Finaliste de la Ligue Europa en 2011 avec le Sporting Braga
- Vainqueur de la Coupe de la Ligue en 2013 avec le Sporting Braga

## Équipe nationale
Il est appelé pour la première fois avec le Portugal pour l'Euro 2012 à la suite de la blessure de Carlos Martins. Il entre en jeu pour la première fois contre les Pays-Bas à la 72e minute.